# Irma Wiktorowna Kudrowa
Irma Wiktorowna Kudrowa (russisch Ирма Викторовна Кудрова; * 25. Oktober 1929) ist eine russische Philologin und Literaturwissenschaftlerin, die das Leben und Werk Marina Iwanowna Zwetajewas erforschte.

## Leben
Während der Leningrader Blockade war Kudrowas Familie nach Sibirien evakuiert worden. Im Herbst 1944 kehrte die Familie nach Leningrad zurück. Kudrowa studierte an der philologischen Fakultät der Universität Leningrad. 1952 begann sie die Aspirantur am Puschkin-Haus, dem Institut für russische Literatur (IRLI) und arbeitete als Führerin im Literaturmuseum. 1956 beteiligte sie sich an der Arbeit des Historikers Wiktor Leonidowitsch Scheinis, der einen kritischen Aufsatz über den sowjetischen Einmarsch in Ungarn verfasste. Darauf wurde sie wiederholt vom Leningrader KGB verhört und von der Aspirantur ausgeschlossen.
1964–1977 war Kudrowa Redakteurin der Leningrader Literaturzeitschrift Swesda (Stern). 1977–1981 war sie Herausgeberin der Kunstzeitschrift Iskusstwo (Kunst). In dieser Zeit lernte sie das Werk Marina Zwetajewas kennen, worauf sie das Werk und Leben der Dichterin intensiv studierte und ihre Biografie erarbeitete. Ihr erstes Buch Wersty, Dali .... (Wersten, Weiten ...) erschien 1991 vor dem internationalen Kongress zu Zwetajewas 100. Geburtstag 1992. Weitere Bücher zu Zwetajewas Leben und Werk erschienen in den folgenden Jahren. Ihre vielfältigen Veröffentlichungen spiegeln ihr breites Arbeitsfeld wider.